# Mayo-Rey

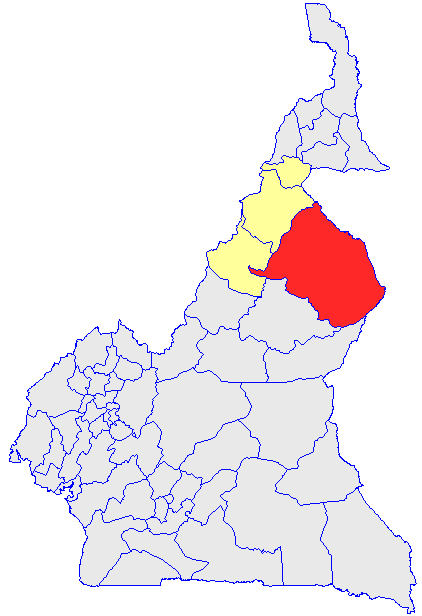
Lokalizacja Mayo-Rey (na czerwono)

Departament Mayo-Rey – jednostka administracyjna w Regionie Północnym w Kamerunie ze stolicą w Tcholliré. Powierzchnia Mayo-Rey wynosi 36 529 km². Według danych statystycznych w 1976 roku na terytorium departamentu mieszkało 67 264 osoby, w 1987 roku – 164 316 osób, a w 2001 roku – 242 441 osób .